# Bătălia de la Târgu Frumos
Din documentele găsite în arhive, în 1944 au fost  două bătălii numite  Bătălia de la Târgu Frumos. Prima bătălie s-a desfășurat în aprilie (6 aprilie-12 aprilie) iar a doua în mai (2-7 mai) 1944 între trupele aliate ale Germaniei Naziste și României care s-au opus Armatei Roșii a Uniunii Sovietice. În ambele bătălii, sovieticii au încercat să intercepteze șoseaua  Iași-Târgu Frumos-Pașcani și să înainteze cât mai mult spre sud și spre Iași, în cadrul ofensivei din primăvara anului 1944.
Potrivit relatărilor lui Hasso von Manteuffel (unul din cei doi comandanți germani de divizie) și Frido von Senger und Etterlin, forțele germane au respins prima ofensiva sovietică din aprilie.

## Preludiu
În luna aprilie 1944 au avut loc o serie de atacuri ale Armatei Roșii în zona Târgu Frumos, cu scopul de a captura acel important sector strategic. Atacurile se pot încadra în ofensiva Uman-Botoșani sau în prima ofensivă Iași-Chișinău. Erau ultimele eforturi ale Armatei Roșii după ce ajunsese în România. Forțele Germano-Române s-au apărat cu succes în decursul întregii luni (aprilie). Atacul de la Târgu Frumos a fost încercarea finală a Armatei Roșii de a cuceri zona, pentru a avea de unde lansa o ofensivă de vară în România.

## Bătălia
Prima bătălie de la Târgu Frumos a fost, de fapt, o serie de încleștări de-a lungul mai multor zile, în timpul cărora forțele blindate ale Corpului de Blindate German LVI (Panzerkorps), în principal Diviziile Grossdeutschland (Germania Mare) și a 24-a Panzer, au angajat al 16-lea Corp de Tancuri al Armatei Roșii, care ataca dinspre nord.
În ciuda succesului inițial al atacului sovietic, care au reușit să ocupe orașul Târgu Frumos, o serie de contra-atacuri au reușit să distrugă „vârful de lance” al Armatei Roșii înaintea luării ca măsuri defensive adecvate să poată fi aplicate. Principalul contraatac german a avut loc de-a lungul șoselei Iași-Târgu Frumos, în ziua de 10 aprilie 1944. Tancurile diviziei Grossdeutschland au înaintat spre Târgu Frumos venind dinspre est, pe două coloane (circa 70 blindate). Contraatacul a fost atât de rapid încât sovieticii s-au retras după  48 de ore din  Târgu Frumos. Succesul german a fost favorizat și de faptul că sovieticii au concentrat forțele lor mult spre sudul localității, neașteptându-se la un atac dinspre est. Germanii au reușit în înaintarea lor spre vest să izoleze și apoi să distrugă o parte a unităților sovietice rămase în sudul orașului. Aviația germană a avut o contribuție extrem de importantă la distrugerea tancurilor sovietice. S-a remarcat asul aviației germane, Hans-Ulrich Rudel, care a pilotat personal un Junkers Ju 87 dotat cu tun antitanc. Luptele duse au slăbit în așa hal forțele blindate sovietice încât continuarea atacului în Romania nu mai era posibil. În trei zile de lupte, trupele germane au oprit Armata Roșie și au distrus peste 350 de tancuri sovietice.
Sursele sovietice fac puține referiri la această bătălie. Istoricul David Glantz a găsit câteva mențiuni ale operațiilor din România din lunile aprilie și mai 1944 în jurnale de divizie. Sursa principală a sa este istoria Armatei a 2-a de Tancuri Sovietică, unde se află o referire directă la bătălie. Este menționat că, spre sfârșitul lunii martie 1944, corpul de tancuri a fost trimis în sectorul Armatei a 27-a cu misiunea de 
“atac în direcția Focuri și Podu Iloaiei. În continuare, armata va lovi și va ocupa orașul Iași.”
Sunt menționate următoarele unități sovietice participante la ofensivă: Armata a 2-a de Tancuri și Armata a 27-a. Din aceste armate au participat efectiv Corpul 35 al Armatei 27 și Corpul 3 de Tancuri. Se menționează că, probabil, Corpul 3 de Tancuri a ocupat Târgu Frumos, dar a fost respins de contraatacurile germane. Corpul 16 de Tancuri, identificat de ofițerii germani, nu este menționat în documentele rusești.
A doua bătălie de la Târgu Frumos, din luna mai 1944, a fost o luptă confuză în care sovieticii au fost, iarăși, respinși. Ca și în prima bătălie, rolul hotărâtor l-au avut blindatele germane care au restabilit mereu linia frontului (unitățile de blindate Großdeutschland și Totenkopf și Divizia 24 Panzer). Infanteria română a avut pierderi grele în această bătălie (lângă Târgu Frumos, Ruginoasa și Pașcani), dar a reușit să reziste.  De-a lungul frontului, Armata a 4-a română, comandată de generalul Mihail Racoviță, a aliniat trei corpuri de armată ce totalizau aproape 12 divizii. Sectorul Târgu Neamț era apărat de Corpul 1 armată comandat de către generalul Gheorghe Radu și format din circa 5 divizii. Tot aici au luptat Grupurile 103 și 104 munte. Sectorul Târgu Frumos era apărat de Corpul 5 armată român comandat de către generalul Constantin Niculescu și format din patru divizii situate între Pașcani și Târgu Frumos.  Diviziile 1 și 4 române erau dispuse pe linia întărită. Alte două noi divizii au fost trimise în acoperirea frontului Corpului 5: Divizia 6 la est de Pașcani și Divizia de Gardă la vest de Târgu Frumos (zona Strunga). Sectorul din fața Iașului era comandat de generalul Nicolae Stoenescu și avea 2-3 divizii. 
S-a remarcat, de această dată, aviația română care, alături de cea germană, a reușit să distrugă numeroase tancuri. Dintre așii aviației, au participat la câteva acțiuni pe acest front Constantin Cantacuzino, Alexandru Șerbănescu, Ioan Milu (ași creditați cu circa 50 de avioane doborâte în Al II-lea Război mondial). În această perioadă aviația română lupta atât contra  sovieticilor, cât și a americanilor.
În pofida afirmațiilor germane că atacul sovietic a fost o ofensivă în toată regula, în prezent, se pare că prima bătălie de la Târgu Frumos a fost o operațiune de scară relativ mică în contextul luptelor din 1944 de pe Frontul de Est, deși un succes sovietic ar fi oferit Armatei Roșii o poziție cu mult superioară pentru următorul atac în România.

## Consecințe
După bătălia de la Târgu Frumos din aprilie, linia frontului s-a stabilizat, dar sovieticii au continuat atacurile în luna mai, când a avut loc a doua bătălie pentru Târgu Frumos,  în care au fost iarăși opriți. Tot din aceste poziții de lângă Târgu Frumos, sovieticii au lansat Bătălia pentru România (1944) (sau Operațiunea Iași-Chișinău) la sfârșitul lunii august 1944. După bătăliile de la Târgu Frumos, germanii au fost extrem de solicitați pe frontul din Bielorusia și Polonia și au fost nevoiți să trimită toate blindatele spre acel front. Retragerile germane au avut un ritm accelerat, fără a fi anunțate părții române, astfel: Div. 17 Panzer - 23 iunie 1944, Div. SS Panzer Totenkopf - 10 iulie, Div. 24 Panzer - 13 iulie, Div. 23 Panzer - 24 iulie, Div. Grossdeutschland - 26 iulie, Div. 3 Panzer - 4 august, Div. 14 Panzer - 6 august. Au mai fost retrase patru divizii de infanterie și două brigăzi tunuri de asalt: Div. 17 - 12 iulie, Div. 4 Munte - 24 iulie, Div. 97 Vânători - 28 iulie, Div. 304 - 18 august, Brigada 259 - 5 iulie și Brigada 239 - 18 august 1944.  Se observă că ultimele două divizii de tancuri germane au fost retrase chiar în timpul ultimei întâlniri Antonescu - Hitler de la Rastenburg (4 - 6 august). Retragerea Div. 14 Panzer este consemnată și în raportul operativ din 6 august trimis de gen. Avramescu la Marele Stat Major, care arată că ”Aceasta este ultima unitate blindată germană din frontul Armatei a 4-a, care rămâne astfel complet lipsit de rezervă de blindate la est de Siret, pe rocada Tg. Frumos - Iași.”
Frontul românesc a rămas fără sprijinul acestor divizii de elită, având în rezervă doar Divizia 1 blindate a generalului Radu Korne. Divizia 1 va lupta la 20 august 1944 la Scobâlțeni, unde a reușit să oprească pentru numai o zi blindatele sovietice, după care se va retrage spre sud.
Linia frontului a fost împânzită cu mii de mine antiinfanterie și antitanc. La zeci de ani după război încă se mai găsesc mine și muniție neexplodate în Moldova.

## Unități participante

### Sovietice
- Al 2lea Front Ucrainean 
  - Armata a 27-a
    - Corpul 35 Pușcași
    - Divizia 89 Gărzi Pușcași
    - Divizia 180 Pușcași

  - A 2-a Armată de Tancuri
    - Al 3-lea Corp de Tancuri
    - Al 16-lea Corp de Tancuri (neconfirmat)

### Germane
- Grupul de Armată Ucraina Sud
  - Armata a8a
    - Divizia 24 Panzere (Tancuri, rezervă)
    - LVI Panzerkorps
      - Divizia de Tancuri Grossdeutschland (Germania Mare)
      - Divizia 46 Infanterie
      - Divizia SS Totenkopf

    - Corpul de Armată L

### Române
- Divizia 18 Vânători de Munte
- Divizia 1 Gărzi
- Forțele Aeriene 1
  - Grupul de Bombardiere 5
  - Grupul de Asalt 8 (pilotând avioane germane Henschel Hs 129)
  - Grupul de Vanatoare 9

## Legături externe
- (video) 70 de ani de la bătălia de la Târgu Frumos. De ce americanii studiază această bătălie la West Point? Arhivat în 23 aprilie 2014, la Wayback Machine.